# Street workout
Street workout (pol. uliczny trening) – aktywność fizyczna polegająca na wykorzystywaniu elementów zabudowy miejskiej lub specjalnie wykonywanych do tego celu parków do ćwiczeń opartych głównie na kalistenice. Mimo że taki typ treningu jest w powszechnym użyciu od długiego czasu, określenie street workout powstało dopiero około 2009 roku. 
Ma on szerokie zastosowanie jako trening siłowy w takich sportach jak sztuki walki, atletyka czy parkour.
Głównymi skupiskami ćwiczących są kraje byłego Związku Radzieckiego, takie jak Ukraina czy Rosja oraz USA. Na Łotwie, gdzie społeczność ludzi uprawiających tę uliczną odmianę kalisteniki jest jedną z największych i najsilniejszych, od 2011 roku odbywają się mistrzostwa świata w street workoucie – Street Workout World Championship. W Polsce istnieje ponad 30 lokalnych grup zajmujących się tym sportem.

## Mistrzostwa świata
Organizacją mistrzostw zajmuje się World Street Workout & Calisthenics Federation. Pierwsza oficjalna impreza tego typu odbyła się w dniach 27-28 sierpnia 2011 w Rydze na Łotwie.
| Rok  | Zwycięzca                  | Kraj zwycięzcy |
| ---- | -------------------------- | -------------- |
| 2011 | Jewgienij Koczerha         | Ukraina        |
| 2012 | Andžejus Žilo              | Litwa          |
| 2013 | Władimir Sadkow            | Rosja          |
| 2014 | Eryc Ramiro Ortiz Avendano | Francja        |
| 2015 | Eryc Ramiro Ortiz Avendano | Francja        |
| 2016 | Payam Hasannezhad          | Iran           |
| 2017 | Daniel Laizans             | Łotwa          |
| 2018 | San Gohan                  | Francja        |
| 2019 | Daniels Laizans            | Łotwa          |
| 2020 | Brak                       |                |
| 2021 | Daniel Hristov             | Bułgaria       |
| 2022 | Mazen El Sharnouby         | Egipt          |
| 2023 | Ahmed Helmy                | Egipt          |

## Mistrzostwa Polski kat. Freestyle
Pierwsze Mistrzostwa Polski w kategorii Freestyle odbyły się 15.06.2013 r. we Wrocławiu. Najbardziej utytułowanym polskim zawodnikiem w kategorii Freestyle jest Mateusz Płachta, który zdobył tytuł Mistrza Polski 6-krotnie.
| Rok   | Zwycięzca                               | Zwyciężczyni                     |
| ----- | --------------------------------------- | -------------------------------- |
| 2013  | Mateusz Marszalec                       | Brak                             |
| 2014  | Szymon Paluch                           | Aleksandra Kasperowicz           |
| 2015* | Mariusz Szczepanowski (dwa tytuły)      | Karolina Pikusa                  |
| 2016* | Mateusz Płachta (dwa tytuły)            | Klaudia Nowak                    |
| 2017* | Mateusz Płachta (dwa tytuły)            | Natalia Modzelewska              |
| 2018* | Mateusz Płachta (dwa tytuły)            | Natalia Modzelewska (dwa tytuły) |
| 2019* | Sebastian Kubiś, Aleksander Waszkiewicz | Natalia Modzelewska              |
| 2020  | Brak                                    | Brak                             |
| 2021  | Patryk Ziółkowski                       | Brak                             |
| 2022  | Patryk Musielak                         | Natalia Modzelewska              |
| 2023* | Patryk Musielak (dwa tytuły)            | Julia Laszczyk                   |

*w tych latach Mistrzostwa Polski odbywały się dwa razy w roku, organizowane przez dwie różne organizacje. 

### Ćwiczenia
W street workoucie w treningach wykorzystuje się głównie ćwiczenia oparte na kalistenice. Głównymi ćwiczeniami, które wchodzą w skład tak zwanej bazy, są pompki, podciągnięcia oraz dipy. Dodatkowo wiele ćwiczeń pochodzi z gimnastyki jak front lever, back lever czy planche.